# Flustridae
Flustridae is een familie uit van de orde Cheilostomatida uit de klasse van de Gymnolaemata en de stam mosdiertjes.

## Geslachten
- Carbasea Gray, 1848
- Chartella Gray, 1848
- Flustra Linnaeus, 1761
- Gontarella Grischenko, Taylor & Mawatari, 2002
- Gregarinidra Barroso, 1949
- Hincksina Norman, 1903
- Hincksinoflustra Bobin & Prenant, 1961
- Isosecuriflustra Liu & Hu, 1991
- Kenella Levinsen, 1909
- Nematoflustra Moyano, 1972
- Retiflustra Levinsen, 1909
- Sarsiflustra Jullien, 1903
- Securiflustra Silén, 1941
- Serratiflustra Moyano, 1972
- Spiralaria Busk, 1861
- Terminoflustra Silén, 1941